# Les Lieux du corps
Les Lieux du corps est une œuvre de Léonardo Delfino. C'est l'une des œuvres d'art de la Défense, en France.

## Description
L'œuvre est située près de la tour Areva. Il s'agit d'une sculpture représentant des formes organiques.

## Historique
L'œuvre est installée en 1983.